# 钺
鉞，本字為戉，又稱作揚。是大型化的斧，中國商朝時代武器。

## 特徵
《集韻》載：「戉，威斧也。」《周禮・大司馬》注載：「戉，所以為將威也。」鉞的外型為一長柄斧頭，重量更重於斧。早在新石器時代良渚文化遺址中，已發現玉製的鉞，在當時具有神聖的象徵作用。盛行于商和西周，但因形制沉重，靈活不足，終退為儀仗用途，常作為持有者表現威儀與權力之用，在後代也往往是君主大權的象徵，節鉞也是古代君王授予臣下權力的方式之一。

## 图集

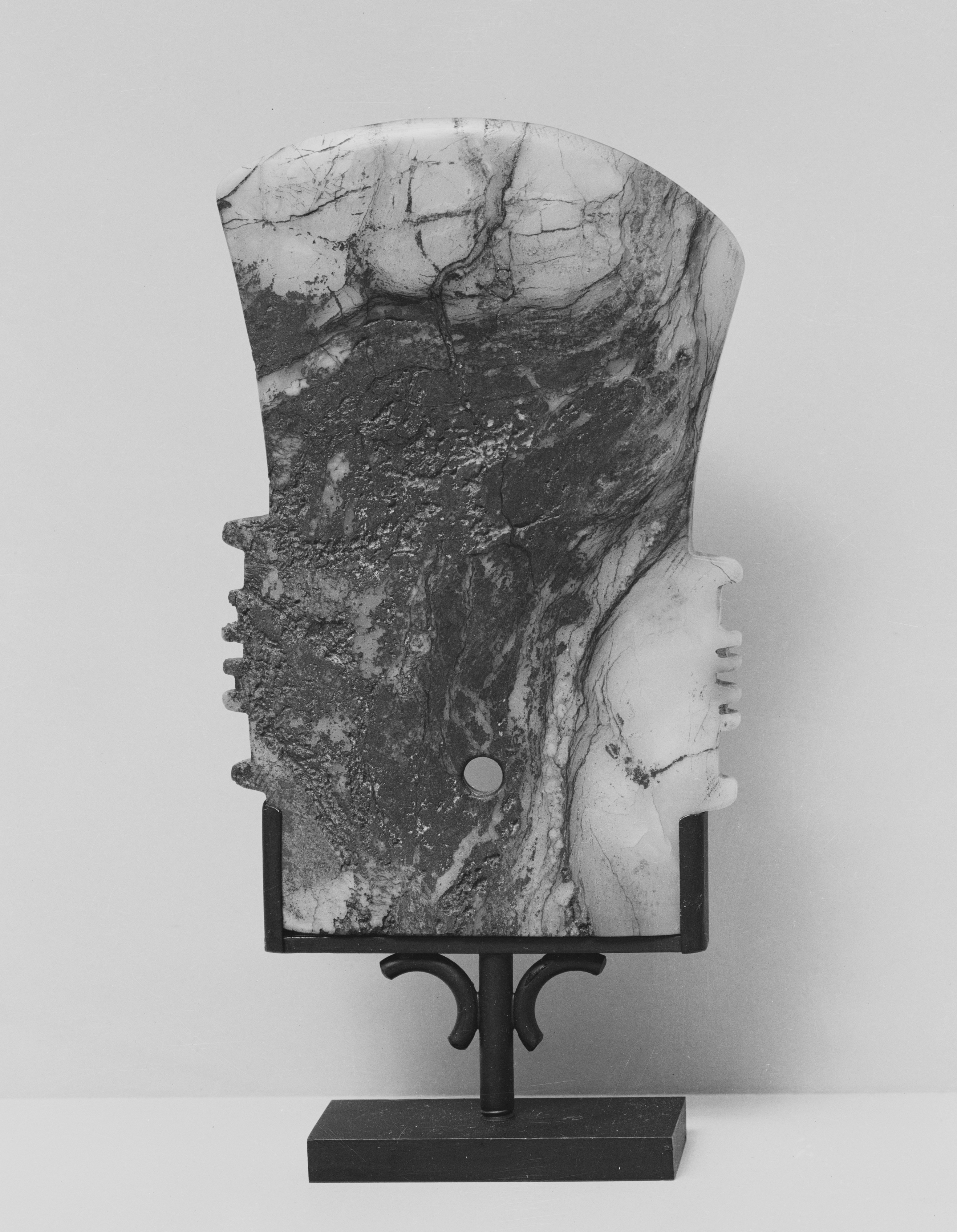
商代玉鉞
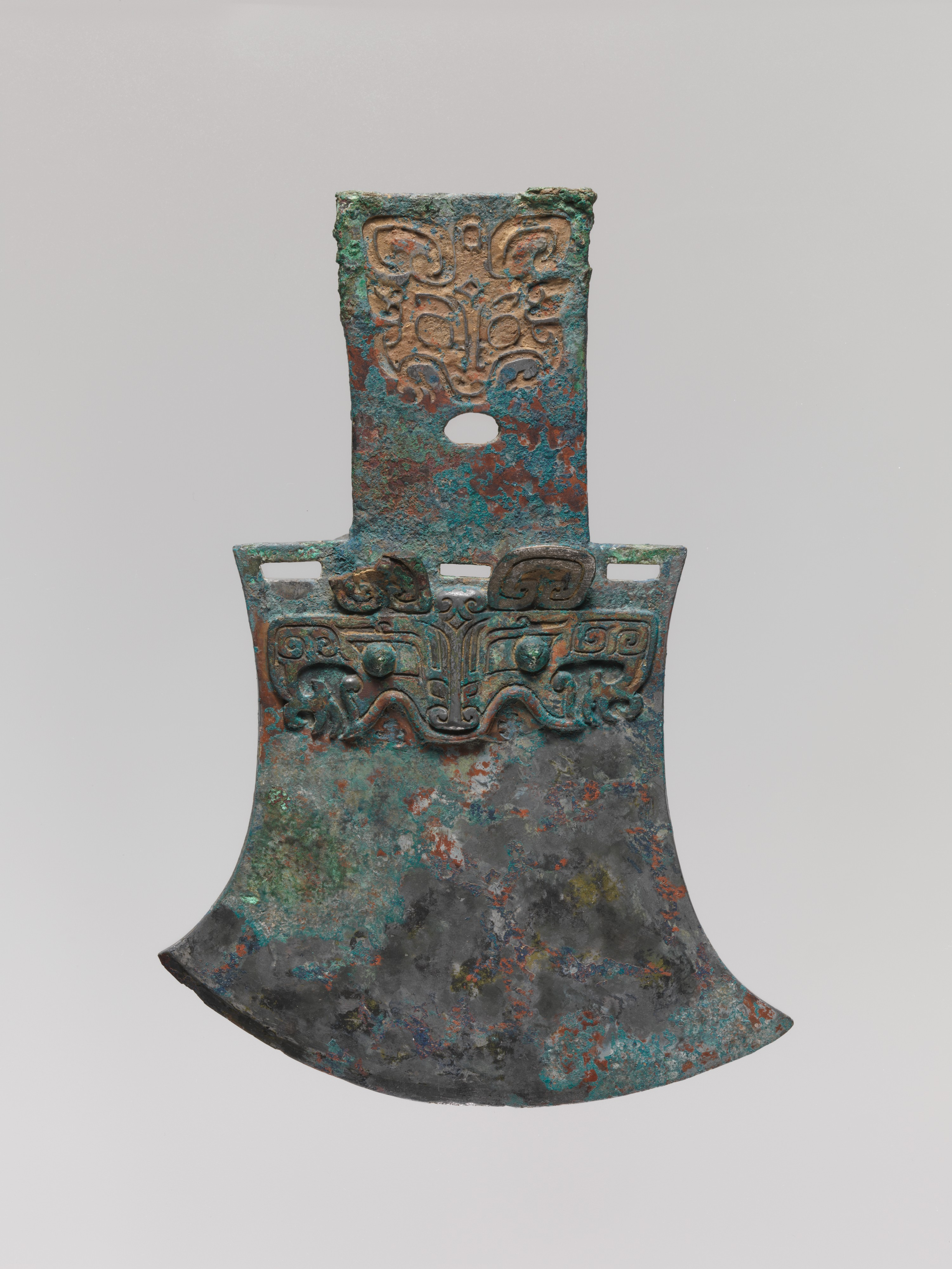
商代青銅鉞
西周曾伯陭銅鉞正面
西周曾伯陭銅鉞反面
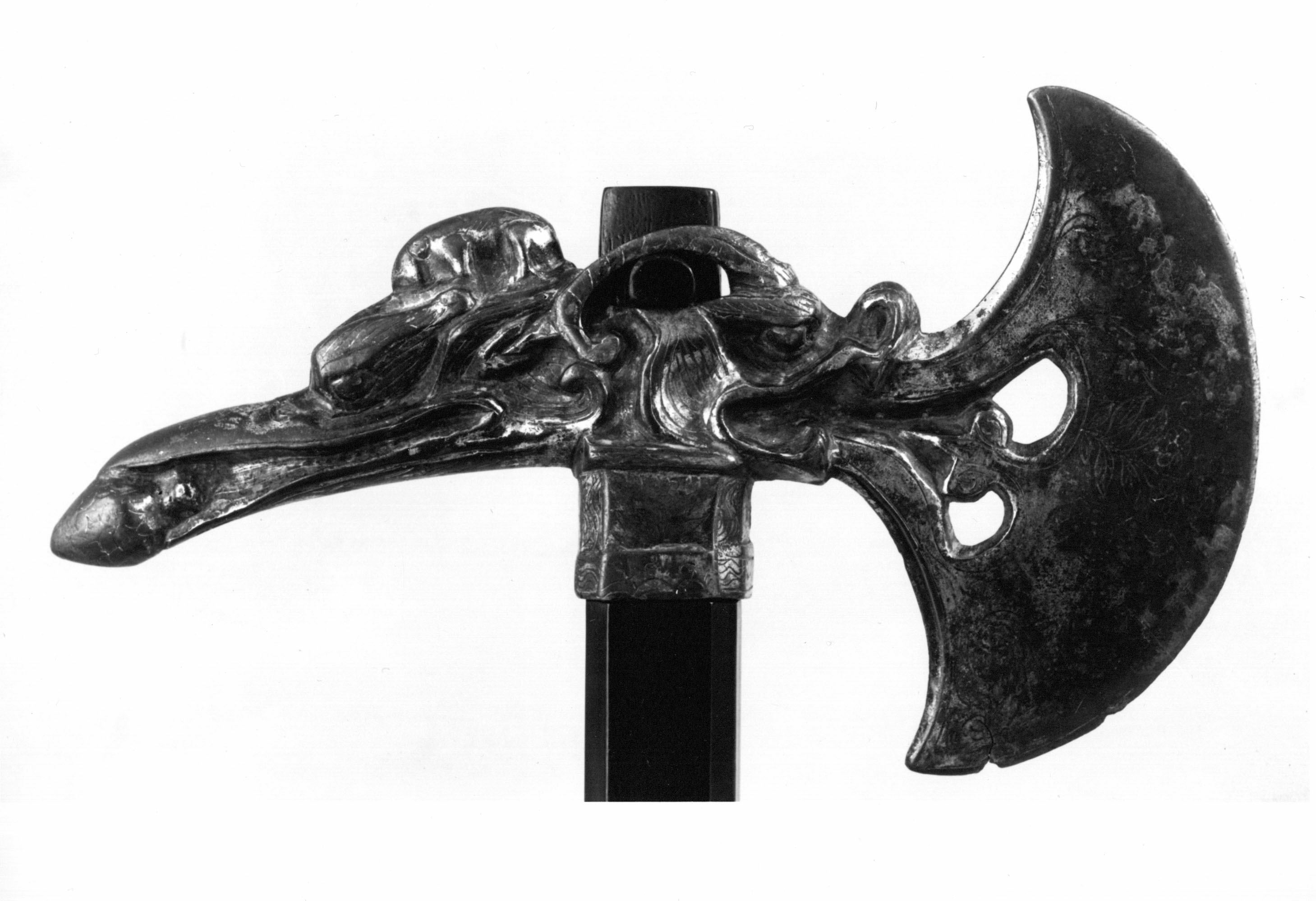
唐代鎏金銅鉞

## 延伸阅读
[在维基数据编辑]